# Helmut Recknagel

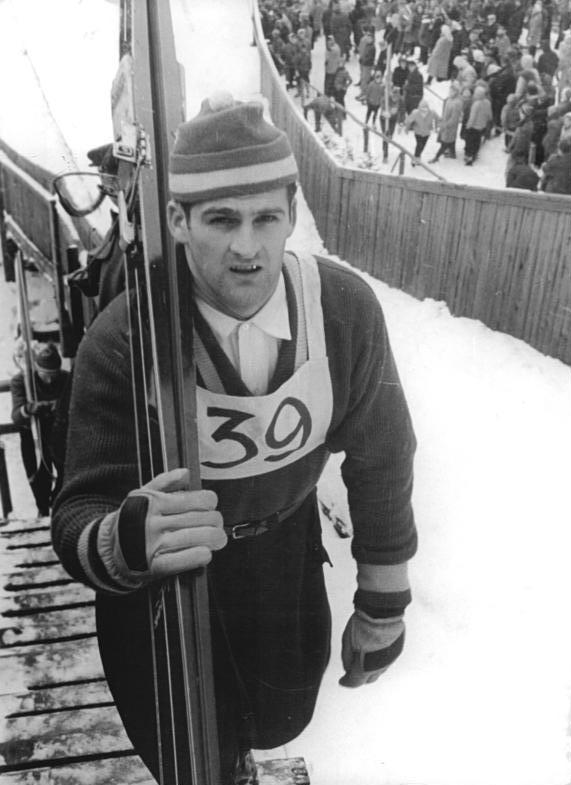
Helmut Recknagel 1959

Helmut Recknagel, född 20 mars 1937 i Steinbach-Hallenberg, Thüringen, är en tysk tidigare backhoppare som tävlade för Östtyskland. Med en olympisk guldmedalj och fyra medaljer vid olika världsmästerskap är han en av Tysklands framgångsrikaste backhoppare. Han representerade SC Motor Zella-Mehlis.

## Karriär
Den 3 mars 1957 var han den förste backhopparen från ett land utanför Skandinavien som vann en tävling på Holmenkollen i Oslo. Helmut Recknagel var då 19 år gammal och fick hoppa i Holmenkollen med ett specialtillstånd. I tjock dimma blev han första idrottare utanför Norden att vinna "Holmenkollrennet". Han vann före de två finländarna Eino Kirjonen och Juhani Kärkinen.
Tre år senare tävlade Recknagel för ett gemensamt tyskt lag vid de olympiska spelen i Squaw Valley 1960 i USA. Recknagel vann backhoppstävlingen med 227,2 poäng, 4,6 poäng före Niilo Halonen från Finland. Recknagel var första tyska olympiska mästare i backhoppning. Han var också första backhopparen utanför Norden att vinna en olympisk backhoppstävling. Olympiska spelen räknades också som VM-tävling på den tiden, så Helmut Recknagel blev också världsmästare 1960. Sepp Bradl var enda tysken (Bradl var tyskfödd österrikare som tävlade för Tyskland från Anschluss 1938 till andra världskrigets slut) att bli världsmästare i backhoppning före Recknagel (i VM 1939 Zakopane).
Två år innan OS-triumfen 1960, deltog Helmut Recknagel i Skid-VM i Lahtis 1958. Recknagel tog bronsmedaljen efter finländarna Juhani Kärkinen (11,0 poäng bak) och Ensio Hyytiä (1,0 poäng bak).
Under Skid-VM i Zakopane i Polen 1962 fortsatte framgångarna för Recknagel. Det tävlades i två backar, normalbacken och stora backen. Recknagel tog en bronsmedalj i normalbacken i en mycket tät tävling. Toralf Engan från Norge vann tävlingen 1,1 poäng före hemmafavoriten Antoni Łaciak. Helmut Recknagel var 2,7 poäng från silvermedaljen. Det skilde 5,8 poäng mellan de sex bästa i tävlingen. I stora backen tog Recknagel en klar seger. Han vann med 15,0 poäng före Nikolaj Kamenskij från Sovjetunionen och 16,9 poäng före Niilo Halonen.
Helmut Recknagel deltog även i Olympiska spelen i Innsbruck i Österrike 1964. Han tävlade fortfarande för "Tysklands förenade lag". I normalbacken blev han femma, 19,5 poäng efter guldvinnaren Veikko Kankkonen från Finland och var 12,5 poäng från prispallen. I stora backen blev han nummer 7, 17,9 poäng efter segrande norrmannen Toralf Engan. Han var 14,4 poäng från medalj.
Bredvid de fyra VM-medaljerna vann Recknagel tysk-österrikiska backhopparveckan tre gånger sammanlagt, säsongerna 1957/1958, 1958/1959 och 1960/1961. Hittills finns bara tre backhoppare som har liknande eller bättre resultat vid denna tävling, Bjørn Wirkola (tre sammanlagtsegrar - i rad), Jens Weißflog (fyra segrar) och Janne Ahonen (fem segrar).
Helmut Recknagel hoppade med en stil som var typisk för tiden, med armarna utsträckta långt framåt. Recknagel räknades som en av de dristigaste backhopparna på sin tid. "Superman-stilen" avlöstes senare när finländarna började hoppa med armarna bakåt och ned längs sidorna.
Helmut Recknagels sista backhoppstävling var Freie Presse-Pokal i Oberwiesenthal mars 1964.

## Övrigt
Efter idrotten studerade Recknagel veterinärmedicin. Bredvid denna sysselsättning var han från 1970 till 1990 ledamot i Östtysklands nationella olympiska kommitté samt ett år i det förenade Tysklands nationella olympiska kommitté. Han fungerade under tiden som domare vid internationella tävlingar. Recknagel är sedan 1962 gift med Eva-Maria, och har en dotter.
Vid 50-årsfirandet av Recknagels seger i Holmenkollen, mars 2007, var han hedersgäst under "Holmenkollrennet". Han donerade då backhoppningsskidorna som använts av Recknagel i tävlingen i Holmenkollen 1957 (som han vann som första icke-nordbo) till Skidmuseet som håller till i Holmenkollbacken. Helmut Recknagel vann även "Holmenkollrennet" 1960 och blev tvåa 1958.

## Självbiografi
Våren 2007 firade Recknagel sin 70-årsdag och utgav samtidig sin självbiografi Eine Frage der Haltung. Verlag Das Neue Berlin, Berlin 2007, ISBN 978-3-360-01298-2

## Utmärkelser
- 1960 tilldelades Recknagel, tillsammans med Sixten Jernberg, Sverre Stensheim och Tormod Knutsen, Holmenkollenmedaljen. Helmut Recknagel var första tysk och icke-nordisk idrottare som tilldelats Holmenkollenmedaljen.
- Recknagel tilldelades Vaterländischer Verdienstorden i silver (en utmärkelse från Östtyska staten) 1960.
- 1962 valdes Helmut Recknagel till Sportler des Jahres (svenska: Årets Idrottare) i DDR. Årets idrottare i DDR utnämndes efter omröstning bland läsarna av tidningen Junge Welt.
- 1970 tilldelades Recknagel Vaterländischer Verdienstorden i guld.
- Recknagel invaldes i Die Hall of Fame des deutschen Sports den 20 maj 2011.